# Gottlieb Graupner
Pour les articles homonymes, voir Graupner.
Johann Christian Gottlieb Graupner, né le 6 octobre 1767 à Hanovre et mort le 16 avril 1836 à Boston, est un musicien, compositeur, chef d'orchestre, éducateur et éditeur américano-allemand.

## Biographie
Né à Hanovre, en Allemagne, il a joué du hautbois dans l'orchestre de Joseph Haydn à Londres. Après avoir déménagé aux États-Unis dans les années 1790, il cofonde la Philharmonic Society (vers 1810–1825) et la Handel and Haydn Society (fondée en 1815) à Boston au Massachusetts.
En 1801, avec ses collègues musiciens Philip Trajetta et François Mallet, il fonde une académie de musique à Boston, appelée American Conservatorio of Boston. C'est la première institution de ce type aux États-Unis mais elle ne dure que deux ans,. Il fonde également une maison d'édition musicale.
Il organise en 1810 la Boston Philharmonic Society pour interpréter de la musique classique en réaction à la syncope non classique des airs de fugue de William Billings. La société interpréte la Symphonie Eroica de Beethoven marquant sa première nord-américaine le 17 avril 1810. Un des membres fondateurs de la Handel and Haydn Society, vers 1816, il dirige l'orchestre de Washington Gardens. Il donne des concerts à Boston au Columbian Museum (en), Conservatory Hall, et d'autres lieux de Boston et autour de la Nouvelle-Angleterre. Son épouse, la chanteuse d'opéra Catherine Comoford Hillier, s'est également produite fréquemment.
En tant qu'éditeur de musique, Graupner promeut les populaires Rudiments of the Art of Playing on the Piano-Forte (Boston, 1806 ; 2e éd., 1819), l'un des premiers volumes de ce type publiés aux États-Unis. Il a également publié des partitions de nombreux compositeurs, dont Joseph Haydn, Ignaz Pleyel, Antonio Salieri, Henry Bishop, John Braham, John Clarke Whitfield (en), Muzio Clementi, John Davy, Jan Ladislav Dussek, James Hook, Michael Kelly, George Kiallmark (en), Thomas Moore, Wolfgang Amadeus Mozart, Francis Panormo, William Parsons, Ludwig van Beethoven, David Dean Roche, John Ross, Oliver Shaw (en) et John Andrew Stevenson.
À Boston, Graupner dirigeait un magasin de musique au no 6 Franklin Street, où il a également vécu. Le magasin a déménagé plus tard à Marlboro Street et vers la fin de sa vie, il a vécu à Province House Court. Il meurt à Boston en 1836.

## Controverse
Certains historiens appellent Graupner « le père des chansons nègres », basé sur les réminiscences de l'interprète Charles T. White (en) (1821-1891). Un historien du jazz écrit ainsi : « En 1795... Graupner... arriva à Charleston, Virginie, de Hanovre, Allemagne, écouta de la musique de banjo et des chansons nègres, et apprit Gay Negro Boy dans un intermède entre les actes au Federal Street Theatre (en) de Boston. Ce fut le début des ménestrels et des ménestrels noirs ». Selon un autre récit : « il s'est spécialisé dans la vulgarisation des chansons nègres ». Cependant, des historiens contemporains ont mis en doute ces affirmations,.